# Bischoffshausen (Adelsgeschlecht)

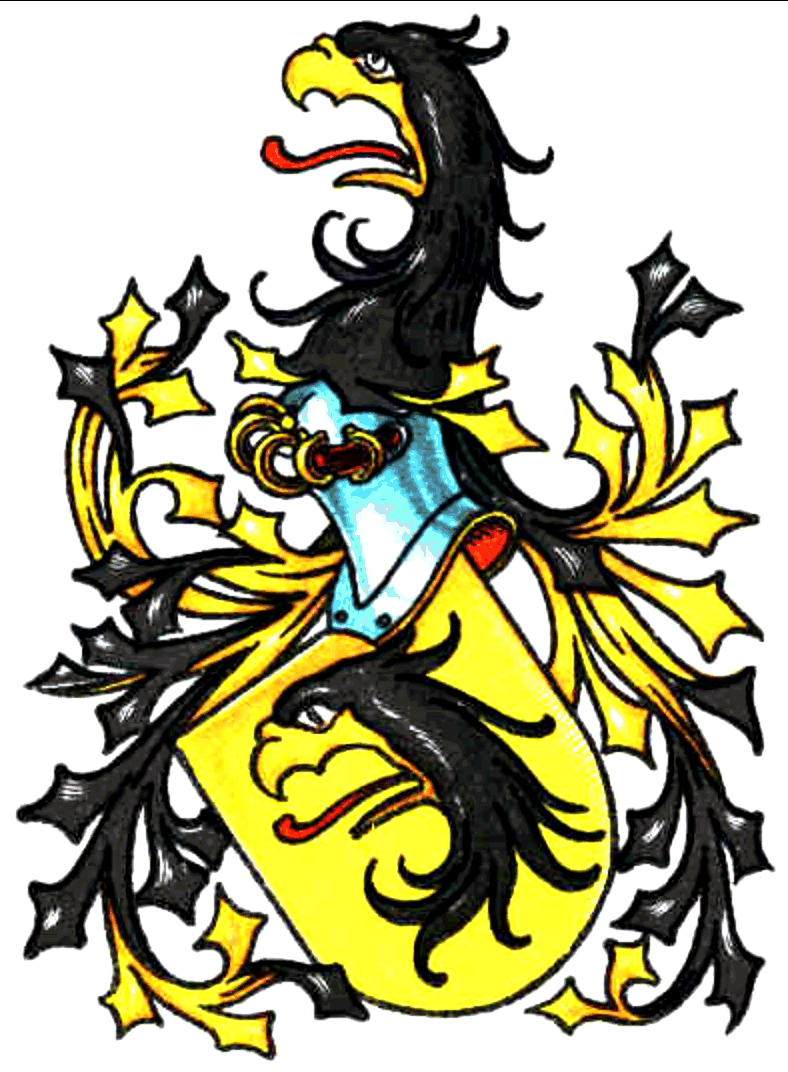
Wappen derer von Bischoffshausen

Bischoffshausen, auch Bischhausen, ist der Name eines alten, ursprünglich niedersächsischen Adelsgeschlechts. Die Familie, deren Zweige zum Teil bis heute bestehen, gelangte später vor allem in Hessen und Thüringen zu Besitz und Ansehen. Noch heute sind Angehörige der Familie in der Althessischen Ritterschaft immatrikuliert.

## Geschichte

### Herkunft
Nach Kneschke kamen die Herren von Bischoffshausen ursprünglich aus Franken. Das Geschlecht soll sich erst später in Hessen ausgebreitet und dort Besitzungen erworben haben.
Das Genealogische Handbuch des Adels beginnt die ununterbrochene Stammreihe mit dem Ritter Willehelmus de Aldehusen (bei Hoya an der Weser). Wilhelm, er saß auf der Gudenburg bei Wolfhagen und erscheint von 1255 bis 1288 urkundlich, war herzoglich braunschweiger Vogt zu Göttingen und Hannover sowie landgräflich hessischer Vogt zu Weissensee. 1266 (urkundlich am 27. September) vermittelte Graf Heinrich von Hoya einen Vergleich zwischen Wilhelm, als Vogt des Herzogs Albrecht von Braunschweig, und dem Kapitel des Sankt Andreasstifts in Verden. Er verkaufte dem Stiftskapitel für vier Mark Silber die Leute des Hauses in Hassel, nachdem er bereits für 36 Mark Silber das Haus an das Domstift veräußert hatte. In einem endgültigen Vertrag (ausgestellt am selben Tag) verkaufte Wilhelm das Haus in Hassel, das ihm die Erzbischöfe von Bremen zu Lehn gaben, mit allem Zubehör für 40 Mark Silber an das Andreasstift in Verden. Ab 1258 war er zu Biscopeshusen (Bischoffshausen bzw. Bischhausen) begütert.
Nach dem Besitz zu Bischoffshausen benannten sich Ende des 13. und Anfang des 14. Jahrhunderts erstmals die Brüder Hans und Segenand' (auch Segeband), die Söhne des Stammvaters Wilhelm, sowie Wilhelms Enkel Hermann, der von 1300 bis 1337 urkundlich erscheint. Segenand und Hermann nannten sich vorher „de Woldendorpe“ (nach Wohlendorf, heute Stadtteil von Rethem an der Aller).
Bischoffshausen bzw. Bischhausen, der namensgebende Stammsitz der Familie, ist heute eine Gemarkung der Stadt Witzenhausen im Werra-Meißner-Kreis im Nordosten von Hessen. Die Ortschaft wird bereits um das Jahr 800 als villam que dicitur Biscofeshusun urkundlich erwähnt. (Sie ist nicht zu verwechseln mit der gleichnamigen Burg in Bischhausen im Schwalm-Eder-Kreis, von der das ebenfalls bis heute bestehende hessische Adelsgeschlecht Löwenstein stammt, das sich zunächst – bis 1253 – ebenfalls von Bischoffshausen nannte.) Das Kloster Hersfeld besaß zu dieser Zeit 30 Hufen in Bischoffshausen bei Witzenhausen, die das Stift von Karl dem Großen erhalten hatte. Bei späteren Erwähnungen der Ortschaft im 9. bis 12. Jahrhundert ist noch nicht vollständig geklärt, ob es sich um das Bischoffshausen bei Witzenhausen oder ein weiteres Bischhausen bei Eschwege handelt. 1308 wird Bischofshausen als castrum (Burg) und ab 1393, nachdem die Herren von Bischoffshausen in den 1370er Jahren mit dem Schloss Bischoffshausen belehnt worden waren, als Schloss bezeichnet. Die Schreibweise des Namens variiert von Biscofeshusun (um 800), Biscopeshusen (1093), Bischophusen (1291), Bischoffeshusen (1361), Bishusen (um 1400), Bischausen (1575–85) bis Bischofshausen (1583).

### Ausbreitung und Persönlichkeiten
1276 hatte Werner von Lauterbach-Scharzfeld seinen Sitz in Bischofshausen, ab 1291 zusammen mit Segeband von Wohlendorf. Sein Nachkomme Hermann, ein Enkel des Stammvaters Wilhelm, nannte sich ab 1300 von Bischhausen. 1338 verpfändete Landgraf Heinrich von Hessen die Burg Bischofshausen an die Adelsfamilie von Berlepsch. Die hessischen Landgrafen Heinrich und Hermann versetzen 1372 den Brüdern von Bischofshausen sowie Heinrich von Creutzburg und den Brüdern von Stockhausen das Haus Bischofshausen mit allem Zubehör. 1381 wird in Allendorf ein Burgsitz derer von Bischofshausen, heute Steinernes Haus genannt, fertiggestellt. 1387–88 wird die Burg Bischofshausen durch Braunschweiger und Göttinger Truppen von Otto dem Quaden erobert, aber bereits 1389 wieder herausgegeben. 1393 öffnet Hermann von Bischoffshausen dem hessischen Landgrafen sein Viertel an Schloss Bischofshausen. 1430 wurden Dorf und Burg Bischofshausen ein Burg- und Mannlehen derer von Bischoffshausen.
Ein weiterer Hermann von Bischoffshausen erscheint von 1434 bis 1438 als Herr auf Altenstein, Bischofshausen und Ziegenberg. Er war zweimal verheiratet, in erster Ehe mit Kune von Grone und in zweiter Ehe mit Beate von Reckerodt aus Niedermarsfeld. Anna von Bischoffshausen war 1444 Äbtissin im Kloster Urspring. Angehörige der Familie konnten ab 1448 auch Lehensbesitzungen im Fürstentum Lüneburg erwerben. Seit 1569 übten die Herren von Bischoffshausen zusammen mit denen von Berlepsch und Hessen die niedere Gerichtsbarkeit in Bischofshausen aus. Hermanns Nachkomme in der vierten Generation, Hans Wilhelm von Bischoffshausen, stand als Oberst in königlich schwedischen Diensten. Sein Sohn Otto Wilko von Bischoffhausen, aus der 1576 geschlossenen Ehe mit Anna von Bodenhausen, starb 1632 als Herr auf Altenstein, Bischofshausen, Berge, Neuenrode (ein Weiler bei Berge) und Hebenshausen. Otto Wilko heiratete 1601 Margarethe von Buttlar.
Ihr Enkel Johann Philipp von Bischoffshausen, der Sohn des französischen Rittmeisters Adam Wilke von Bischoffshausen und dessen Frau Claudine de Monson, stand zunächst als Leutnant in herzoglich braunschweigischen Diensten und wurde später kaiserlicher Oberst. Johann Philipp starb 1700 als herzoglich Sachsen-Coburger Geheimrat, Oberhofmarschall und Oberamtmann zu Neustadt. Er war seit 1664 mit Sabine Elisabeth von Berlepsch vermählt. Sie waren die Eltern des herzoglich Sachsen-Weimarer Geheimrats und Oberhofmarschalls Ernst von Bischoffshausen (1674–1719) und die Großeltern von Johann Adolf Ferdinand von Bischoffshausen (* 1706), Herr auf Berge und Hebenshausen, der 1761 als landgräflich Hessen-Kasseler Hofmarschall und Generalmajor der Infanterie verstarb. Johann Adolf Ferdinand ehelichte 1745 Antoinette Philippine Louise von Freudenberg (1719–1768). 1747 wurde den von Bischoffshausen, von Berlepsch und Hessen die Ausübung des Niederen Gerichts in Bischofshausen bestätigt.
Wilhelm Karl Adolf von Bischoffshausen (1749–1790) auf Bischofshausen und Berge, der Sohn von Johann Adolf Ferdinand und Antoinette Philippine Louise, wurde ritterschaftlicher Obereinnehmer. Aus seiner 1775 geschlossenen Ehe mit Karoline Wilhelmine Ernestine von Wangenheim (1750–1836) gingen neun Kinder hervor, fünf Töchter und vier Söhne, von denen drei noch vor ihren Eltern verstarben.
Von den Töchtern heiratete Juliane Wilhelmine Dorothea (1781–1846) 1804 Georg Justus von Koenemann († 1852) und Louise Adolfine Juliane (1784–1862) 1805 den großherzoglich Mecklenburg-Schweriner Landrat Johann Jakob von Leers (1783–1855). Die älteste Tochter Wilhelmine Johanne Philippine von Bischoffshausen (1778–1834) wurde Stiftsdame. Mordian von Bischoffshausen (1779–1850) auf Bischofshausen und Berge, der älteste der Brüder, starb als britischer Brigadeinspektor. Er heiratete in erster Ehe 1805 in Portsea Southampton Elizabeth Barlett (1789–1827) und in zweiter Ehe 1847 Emilie Holzapfel (1827–1857). Aus erster Ehe hinterließ er 14 Kinder, die zweite Ehe blieb kinderlos. Sieben seiner Söhne stifteten aus den Besitzungen zu Bischofshausen und Berge einen Familienfideikommiss. Zu den Stiftern gehörte Edwin von Bischoffshausen (1810–1884), Landesdirektor in Hessen, dessen Sohn Alexander (1846–1928), preußischer Oberregierungsrat wurde, James (1813–1880), preußischer Generalmajor und zuletzt Kommandant von Stralsund, William (* 1820), preußischer Geheimer Regierungsrat und Großvater des Kavallerieoffiziers Lothar von Bischoffshausen (1897–1970), und der herzoglich Sachsen-Meininger Kammerherr und preußische Oberst und Kommandeur des 3. Thüringischen Infanterie-Regiments Nr. 71 Richard Freiherr von Bischoffshausen (1821–1876).
Richard erhielt 1854 von Herzog Bernhard von Sachsen-Meiningen eine Anerkennung des Freiherrenstandes. Er heiratete 1850 Antonie von Dalwigk (* 1828) aus dem Haus Schauenburg. Mit ihr hatte er sechs Kinder. Drei Söhne standen in preußischen Staats- und Militärdiensten, der vierte Sohn Werner (* 1856) ließ sich als Farmer in Texas, USA nieder. Eine Tochter, Mathilde (* 1854), wurde Hofdame der Prinzessin Elisabeth von Schwarzburg-Sondershausen.
Gustav Karl Ernst von Bischoffshausen (1783–1860) auf Neuenrode und Hebenshausen, königlich westphälischer Kammerherr und kurfürstlich hessischer Hauptmann, ein weiterer Sohn von Wilhelm Karl Adolf und Karoline Wilhelmine Ernestine und der jüngere Bruder von Mordian Karl Ernst, war zweimal verheiratet. Nach dem Tod seiner ersten Frau Theodore Louise Julie von Wedemeyer (1797–1829) heiratete er 1832 Anna Elisabeth Friedrich. Mit ihr wanderte er nach Chile aus. Von seinen zahlreichen Nachkommen aus beiden Ehen wurde Gustav Franz Georg von Bischoffshausen (1815–1874) Gutsbesitzer in Roble, der sich mit seiner Frau Sophie Ernestine von Eschwege (1815–1892) Mitte des 19. Jahrhunderts ebenfalls in Chile niederließ. Sein Bruder Georg Karl Julius von Bischoffshausen (1822–1875) starb als k.u.k. Major. Er hinterließ aus zwei Ehen sieben Kinder.

### Standeserhebungen
Richard von Bischoffshausen (1821–1876) erhielt 1854 eine herzoglich Sachsen-Meininger Anerkennung des Freiherrenstandes. Seiner Witwe Antoine von Dalwigk wurde am 12. März 1877 ein Attest des Sachsen-Meininger Staatsministeriums über den Freiherrenstand ausgefertigt. Ihren Nachkommen wurde am 12. November 1877 von König Wilhelm I. der Freiherrenstand in Preußen durch Allerhöchste Kabinettsorder bestätigt. Die Ehefrau des ältesten Sohnes Major Gotthard Freiherr von Bischoffshausen (1852–1911), Margarethe, geborene von Heineken (1868–1952), brachte mit Bollensdorf bei Dahme/Mark noch ein Gut mit in die Familie.

## Wappen
Das Stammwappen zeigt in Gold einen schwarzen Adlerkopf mit Hals. Auf dem Helm mit schwarz-goldenen Helmdecken der Adlerkopf.
Der Wahlspruch lautet: „Aquila non capit muscas.“ (lat. – „Ein Adler fängt keine Fliegen“)

## Bekannte Familienmitglieder
- Alexander von Bischoffshausen (1846–1928), deutscher Politiker, Landschaftsmaler
- Edwin von Bischoffshausen (1810–1884), kurhessischer und preußischer Politiker, Mitglied der kurhessischen Ständeversammlung
- Heino von Bischoffshausen (1855–1933), preußischer Landrat und geheimer Regierungsrat
- James von Bischoffshausen (1813–1880), preußischer Generalmajor und Kommandant von Stralsund
- Johann Adolf Ferdinand von Bischoffshausen (1706–1761), Hessen-Kasseler Hofmarschall und Generalmajor
- Lothar von Bischoffshausen (1897–1970), deutscher Offizier und Ritterkreuzträger